# Austroniidae
Austroniidae (лат.) — семейство паразитических наездников надсемейства Proctotrupoidea из отряда перепончатокрылых.

## Описание
Длина 4—6 мм, тело тёмноокрашенное. Жилкование передних крыльев хорошо развито, метасома сжатая с боков, развит петиоль и гипопигий (последний видимый стернит брюшка) у самок. Биология неизвестна.

## Распространение
Южная Австралия и Тасмания.

## Классификация
1 современный род и 3 редких вида и вымершее подсемейство Trupochalcidinae Kozlov, 1975 с одним видом.
- Austronia Riek, 1955[4]
  - Austronia nigricula Riek, 1955
  - Austronia nitida Riek, 1955
  - Austronia rubrithorax Riek, 1955
- † Trupochalcis Kozlov, 1975
  - † Trupochalcis inops Kozlov, 1975[1]